# Gérard Malchelosse
 (janvier 2020).
Si vous disposez d'ouvrages ou d'articles de référence ou si vous connaissez des sites web de qualité traitant du thème abordé ici, merci de compléter l'article en donnant les références utiles à sa vérifiabilité et en les liant à la section « Notes et références ».
Gérard Malchelosse, né en 1896 et mort en 1969, est historien, éditeur, journaliste, généalogiste et bibliothécaire canadien. Sa contribution majeure en histoire fut de publier les écrits de Benjamin Sulte, dont il fut le principal disciple.

## Biographie
Originaire de Montréal, il fit ses études à l'école du Plateau, collabora à plusieurs journaux, en fonda un avec Casimir Hébert et fut comptable avant de devenir directeur de la bibliothèque de Saint-Sulpice. 
Animateur littéraire réputé, il contribua pendant plus de cinquante ans à développer le milieu de l'édition  et à faire connaître l'histoire du Canada. En 1935, il est l'un des fondateurs  de la société des Dix.  
Réviseur du dictionnaire Tanguay, ouvrage de référence en matière de généalogie, il s'est intéressé à presque tous les sujets historiques canadiens, dont les régiments, les seigneuries et les  procès sous le régime français. Lorsqu'il vint à rééditer l'ensemble de l'œuvre de Sulte, celle-ci remplissait vingt-trois volumes complets.
En 1961, il reçut la médaille Pierre-Chauveau de la société royale du Canada pour l'ensemble de son œuvre. Il est décédé en 1969.
Il était membre de :
- American Society of Genealogists
- Amicale Champlain
- Bibliographical Society of Canada
- Canadian Historical Association
- Musée du Nouveau-Brunswick
- Société canadienne de l'histoire de l'Église catholique
- Société Saint-Jean-Baptiste de Montréal,
- Société des Dix

## Ouvrages
Livres
- Benjamin Sulte et son œuvre
- Cinquante-six ans de vie littéraire
- Michel Bibaud
- François-Marie Perrot
- Les Forts du Richelieu
- Le Fort de Chambly
- Le Régiment de Carignan
- Pseudonymes canadiens
- Le Poste de la Rivière Saint-Joseph au Michigan

Articles dans revues et journaux
- Cahiers des Dix
- La Presse
- Le Passe-temps
- Le Pays Laurentien
- Revue d'histoire de l'Amérique française